# Grosseto

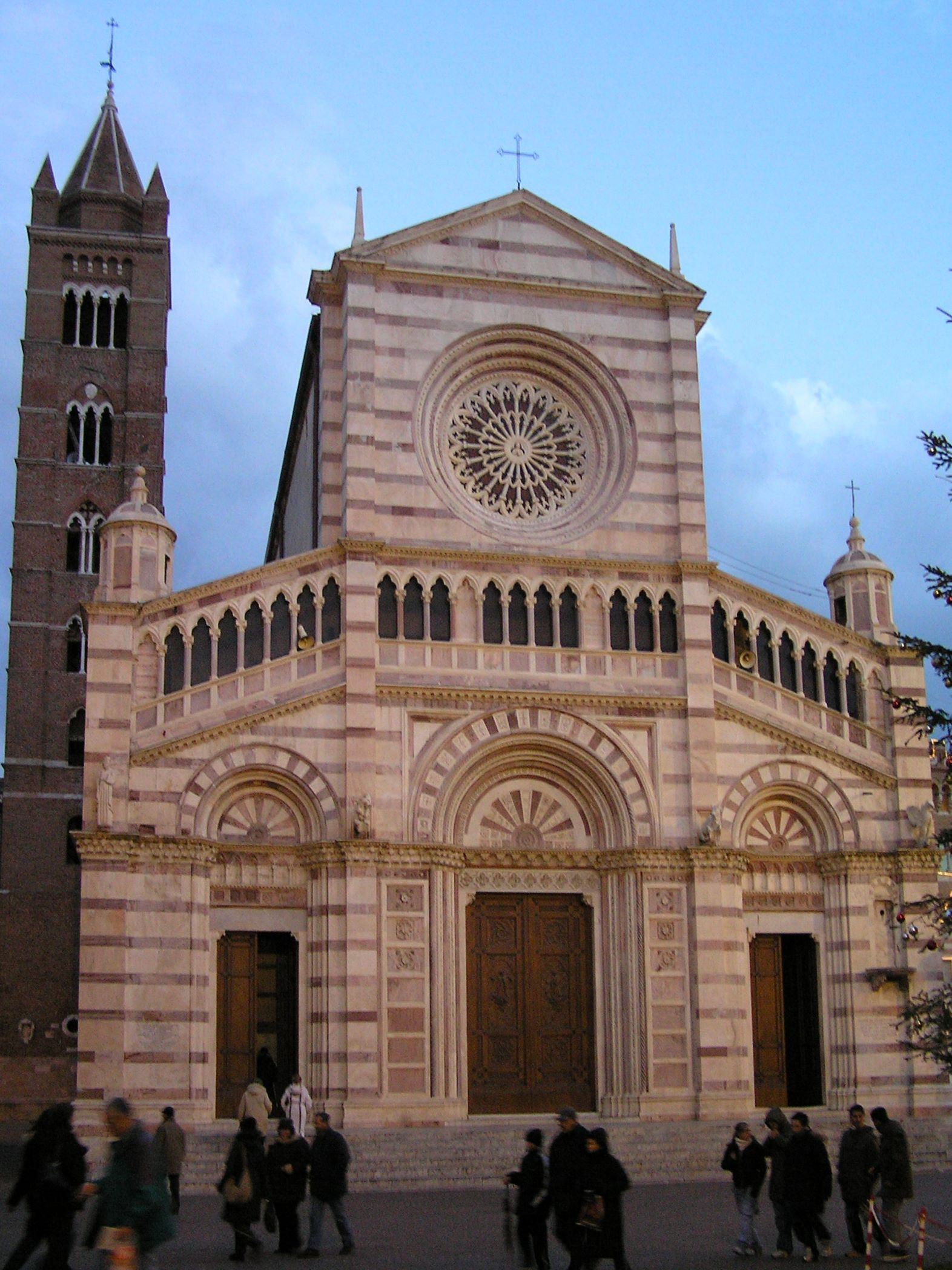
Katedra

Grosseto – miasto i gmina we Włoszech, w regionie Toskania, w prowincji Grosseto, położone 12 km od wybrzeża Morza Tyrreńskiego. Według danych na rok 2009 gminę zamieszkiwało 80 742 osób, 147,5 os./km².

## Miasta partnerskie
- Birkirkara, Malta
- Chociebuż, Niemcy
- Dimitrowgrad, Bułgaria
- Kashiwara, Japonia
- Montreuil, Francja
- Narbona, Francja
- Saintes-Maries-de-la-Mer, Francja
- Szymkent, Kazachstan